# ヨハンナ・アルムグレン
ヨハンナ・アルムグレン（スウェーデン語: Johanna Almgren、1984年3月22日 ‐ ）は、スウェーデンのボロース出身の女子サッカー選手。スウェーデン国内の女子サッカークラブチーム、バリンゲIFに所属しており、サッカースウェーデン女子代表にも選ばれている。
2008年の北京オリンピックでは、ブラジルのサッカー選手ロナウジーニョから初めて出会ってから数時間ほどしかたっていないのにもかかわらず、結婚を申し込まれている。彼女は最初、通訳からの電話を受け取り、ロナウジーニョがの彼女の部屋に行きたいと言っているというのを聞いた時は友人からのジョークだと思ったという。しかし彼には既に恋人がいたために彼女はこれを断っている。